# Vaillac
Vaillac korábbi község Franciaországban, Lot megyében. Lakosainak száma 99 fő (2018. január 1.). Vaillac Beaumat, Frayssinet, Montfaucon, Saint-Chamarand, Soucirac és Labastide-Murat községekkel határos.
2016. január 1-jén négy másik korábbi községgel egyesült és az így létrejött Cœur de Causse új község része lett.

## Népesség
A település népessége az elmúlt években az alábbi módon változott:
| Lakosok száma | 130  | 126  | 105  | 84   | 107  | 95   | 97   | 97   | 102  | 99   |
|               | 1962 | 1968 | 1982 | 1990 | 1999 | 2008 | 2011 | 2013 | 2017 | 2018 |